# 포상기태
포상기태(胞狀奇胎, hydatidiform mole) 또는 기태임신(奇胎姙娠, molar pregnancy)은 비정상적인 임신으로 종양이 생기는 것을 말한다. 정자 DNA로만 2배체이거나 정자가 2개 이상 다정자수정(polyspermy) 되었을 때 정자와 난자의 유전체 각인에 차이가 있기 때문에 수정란이 정상적으로 발달하지 않고 기태로 변한다.